# 竹田芳幸
竹田芳幸（たけだ よしゆき、1983年1月3日 - ）は、静岡県焼津市出身の日本のコピーライター。
法政大学経済学部卒。京王エージェンシー、goen、浪漫堂、POOLを経て2018年から電通デジタルに所属。東京コピーライターズクラブ会員。コミュニティFM「渋谷のラジオ」レギュラー。専門学校日本デザイナー学院グラフィックデザイン科講師。コピー年鑑2017編集委員長。NPO法人シブヤ大学 授業コーディネーター。

## 主な作品
- 2014年　赤字は、財産です。[7]
- 2014年　正解への近道は、不正解です。[8]
- 2014年　奇跡に、期待しない。[9]
- 2014年　まるごと ダイオウイカ天　新登場！[10]

## 主な受賞
- TCC新人賞 '14
- 読売広告大賞 協賛社賞 '11
- 宣伝会議賞 協賛企業賞 '09、'10
- FCC賞ファイナリスト '14
- CCN賞ファイナリスト '14
- BOVAファイナリスト '14[1]

## 出演
- 渋谷の今週（渋谷のラジオ）[11]
- 渋谷のコピーライター（渋谷のラジオ）[12]
- 渋谷の道玄坂爆音部（渋谷のラジオ）[13]
- 渋谷の漫画部（渋谷のラジオ）[14]